# Le Diable (Maupassant)
Pour les articles homonymes, voir Le Diable (homonymie).
Le Diable est une nouvelle de Guy de Maupassant, parue en 1886.

## Historique
Le Diable est initialement publiée dans le journal Le Gaulois du 5 août 1886, puis dans le recueil de nouvelles Le Horla en 1887.

## Résumé
Pressé de rentrer son blé, Honoré Bontemps se résigne à quérir la Rapet pour garder sa mère mourante. Mais elle réclame vingt sous le jour et quarante la nuit. Pourtant, il se sent arnaqué. 

## Éditions
- 1888 - Le Diable, dans Le Gaulois.
- 1897 - Le Diable, dans Le Horla recueil paru chez l'éditeur Paul Ollendorff.
- 1869 - Le Diable, dans Maupassant, Contes et Nouvelles, tome II, texte établi et annoté par Louis Forestier, éditions Gallimard, Bibliothèque de la Pléiade.

## Lire
Lien vers la version de Le Diable dans le recueil Le Horla 